# Carl Genser

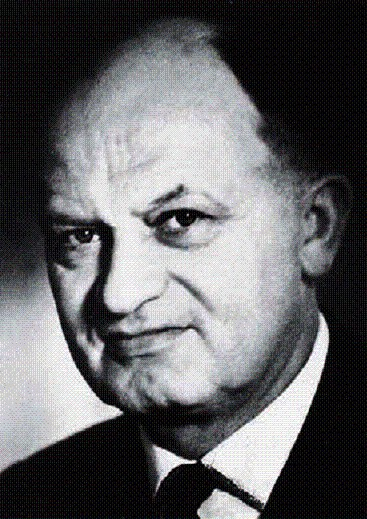
Carl Genser (1960)

Carl Georg Genser (* 1902 in Arnstein; † 1976 Bad Kissingen) war ein deutscher Geologe, Chemiker (anorganischer Analytiker) und praktischer Radiologe sowie Balneologe. Er war der letzte „Quelleninspektor“ des bayerischen Staatsbades Bad Kissingen.

## Leben
Mit seiner Promotion zum Dr. phil. an der Julius-Maximilians-Universität Würzburg mit der Dissertation vom 25. April 1930 zum Thema Zur Stratigraphie und Chemie des mittleren Muschelkalks in Franken war Genser seit Februar 1929 als wissenschaftlicher Assistent am Radium-Institut der Bergakademie Freiberg in Sachsen, wo er wegen der zeitlichen Beschränkung an sächsischen Hochschulen Ende 1932 ausscheiden musste. In seinem Stellengesuch vom 25. November 1932 nannte er als spezielle Fachkenntnisse seine Erfahrungen in Erz- und Gesteinsanalyse, chemischer Geologie, Quellenkunde (Heilquellen), radioaktiver Erz-, Gesteins- und Wasseruntersuchung sowie radiologischen Problemen der Geologie. Als Referenzen gab er damals den Physiker Gustav Aeckerlein (1878–1965), Professor an der Bergakademie in Freiberg, und den Geologen Wilhelm Salomon-Calvi (1868–1941) an der Ruprecht-Karls-Universität Heidelberg an. Zu dieser Zeit wohnte er in Freiberg im Haus Fürstental 2 (1. OG).
Durch seine Untersuchungen über radioaktive Mineralwässer hatte sich Genser Anfang der 1930er Jahre in seiner Fachdisziplin einen Namen gemacht. Als Antwort auf sein Stellengesuch muss Genser wohl eine Anstellung in Berlin bekommen haben, denn 1937 lebte er in Berlin-Friedenau im Haus Fregestraße 16 (2. OG).
Nach dem Tod des staatlichen Chemikers Prof. Paul Haertl (1878–1938), Balneologe in Bad Kissingen, wurde Genser als dessen Nachfolger wohl 1938 zum letzten staatlich-bayerischen „Quelleninspektor“ der Kurstadt und damit zugleich zum Leiter des dortigen balneologischen Labors im Littmann-Bau an der Theresienstraße (Ecke Ludwigstraße) ernannt. Doch litt seine Arbeit wenige Jahre später unter den Auswirkungen des Zweiten Weltkrieges, bei dessen Ende auch Genser zu Schanzarbeiten am Westwall eingezogen wurde und der Laborbetrieb zum Erliegen kam. Vorübergehend wurden sogar Flüchtlinge in Gensers Labor untergebracht.
Nach dem Zweiten Weltkrieg (vor dem 1. Dezember 1948) betrieb Genser als bayerischer Regierungschemierat ein balneologisches Laboratorium im Obergeschoss des Bad Kissinger Krugmagazins. Im Jahr 1952 wurde sein „Staatslaboratorium für Heilquellenforschung“ dem Balneologischen Institut der Ludwig-Maximilians-Universität München angegliedert, in dessen Vorstand er bereits 1953 gehörte, und firmierte seitdem als „Außenstelle Bad Kissingen der Chemischen Abteilung des Balneologischen Instituts bei der Universität München“. Im Jahr 1966 wurde Genser zum Oberregierungschemierat ernannt. Nach Gensers Pensionierung im Jahr 1967 wurde sein Labor im Krugmagazin geschlossen und in den ersten Folgejahren nur noch gelegentlich für besonders dringende Untersuchungen genutzt. Privat wohnte er in Bad Kissingen im Haus Ludwigstraße 16 (2. OG).
Genser war Mitglied der Geologischen Vereinigung und des Rotary Clubs Bad Kissingen, dessen Gründungsmitglied er 1957 war und dessen Präsident er bereits 1961 zum ersten Mal, 1969 zum zweiten Mal, danach Altpräsident wurde.
Auch nach seiner Pensionierung (1967) blieb Genser weiterhin in seinem Fach aktiv und veröffentlichte Fachartikel. Beim 68. Deutschen Bädertag, dem Jahreskongress des Deutschen Heilbäderverbandes vom 8. bis 11. Oktober 1972 in Freudenstadt führte Dr. Carl Genser den Vorsitz einer öffentlichen Vortragsveranstaltung der „Arbeitsgemeinschaft für naturwissenschaftliche und technische Grundlagen der Balneologie“. Den Vorsitz dieser Arbeitsgemeinschaft, die damals noch „Arbeitsgemeinschaft für Bäder- und Quellentechnik“ hieß, hatte er bereits 1957 übernommen.
Ehefrau Therese Genser;   Sohn: Professor Dr. Hugo Genser

## Auszeichnungen
- 1976: Zander-Medaille in Bronze vom Landesverband Bayerischer Imker[10]

## Schriften
- Zur Stratigraphie und Chemie des mittleren Muschelkalks in Franken, Dissertation in: Geologische und Paläontologische Abhandlungen, Neue Folge Band 17, Heft 4, Verlag G. Fischer, Jena 1930
- Die radioaktiven Wässer des Radiumbades Oberschlema und ihre Entstehung. Über die Entstehung und die Natur radioaktiver Quellen, in: Geologische Rundschau, Band 23, Heft 3–4, Verlag Gebr. Borntraeger, Berlin 1932
- Über die Entstehung und die Natur radioaktiver Quellen, in: Geologische Rundschau, 1932, Seite 188–237 doi:10.1007/BF01803460
- Die Rangordnung der Radiumbäder Oberschlema, Brambach und St. Joachimsthal. Eine grundsätzliche Erörterung der Frage: Welches ist das stärkste Radiumbad der Welt?, Selbstverlag, Würzburg 1933
- Radioaktive Heilquellen in Deutschland, in: Zeitschrift der Deutschen Geologischen Gesellschaft, Band 85 (1933), Seite 482–495 (Zusammenfassung)
- Bad Bocklet, in: Das Bayerland, Seite 58f., München 1953
- Über die Gewinnung, Aufbereitung und Verarbeitung des Badetorfes zu Moorbädern, in: Zeitschrift für angewandte Bäder- und Klimaheilkunde, Heft 1, 1955, Seite 1–11
- Die Kurgartenquellen von Bad Kissingen unter besonderer Berücksichtigung ihrer quellentechnischen Einrichtungen, in: Heilbad & Kurort, Heft 10, 1963, Seite 218–226
- Über die Erschließung neuer Heilquellen in Bad Neuststadt/Saale, in: Heilbad & Kurort, Heft 5, 1970, Seite 105–122
- Die Balthasar-Neumann-Quelle zu Bad Bocklet. Ihre wechselvolle Geschichte durch die Jahrhunderte, in: 250 Jahre Heilquelle Bad Bocklet, 1973, Seite 31–34
- Mitwirkung an mehreren wissenschaftlichen Fachbüchern wie
  - an mehreren Bänden von Gmelins Handbuch der anorganischen Chemie, Deutsche Chemische Gesellschaft (Hrsg.), Verlag Springer, 1929 bis 1955